# エルンスト・フォン・レイザー
エルンスト・ウルリッヒ・ハンス・フォン・レイザー（Ernst Ulrich Hans von Leyser, 1889年11月18日 - 1962年9月23日）は、ドイツの軍人。
第二次世界大戦中に軍集団司令官として活躍。戦後の捕虜裁判で10年の禁固刑を宣告されたが後に減刑された。

## 生涯
エルンスト・フォン・レイザーはプロイセン軍の中尉ハンス・フォン・レイザーとエミリー・フォン・ワームの息子としてブランデンブルクに生まれた。1909年3月24日にプロイセン陸軍の将校として入隊した。第一次世界大戦が勃発したとき、彼は第1警備隊予備歩兵連隊に所属していた。彼は1918年7月15日に中尉に昇進した。第一次世界大戦終戦後新設されたヴァイマル共和国軍に採用されたが1920年の終わりには軍を去り、警察官になり大隊の指揮官として警察少佐に昇進した（1922年4月29日以降）。
1935年に軍（ドイツ国防軍）に戻り、1936年3月16日に中佐に昇進し歩兵連隊を指揮した。1937年3月1日、大佐に昇進し、第二次世界大戦が勃発した際、第6歩兵連隊の指揮を引き継ぎ、その直後に第169歩兵連隊を引き継ぐこととなり、西部戦線で連隊を指揮した。
東部戦線の間、彼はロシア北部で第269歩兵師団を指揮した。1941年9月18日、彼は騎士鉄十字章を授与された。1942年10月1日に中将に昇進し、1943年10月まで第26軍団を指揮した。1942年12月1日歩兵大将に昇進した。
それから彼は第15軍団を指揮することなり、1943年4月14日、レイザーはドイツ十字章を授与された。その後、彼は第21山岳軍団を率いて、1945年4月29日に指揮を放棄するまで、クロアチアで指揮した。

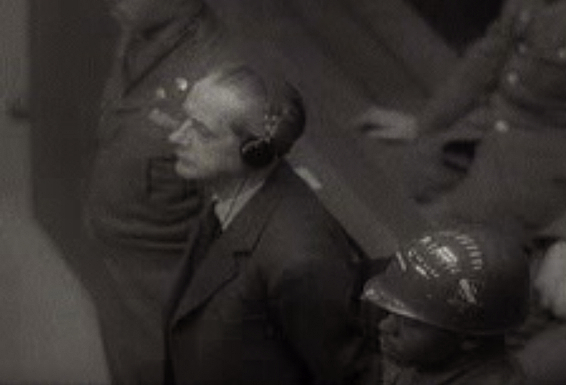
捕虜裁判の被告として出席する
エルンスト・フォン・レイザー

戦争の終わりに、彼はアメリカ軍の捕虜となり、1947年から1948年のニュルンベルク継続裁判の一つの捕虜裁判で、戦争犯罪で起訴され、懲役10年の刑を言い渡された。起訴状の内容は彼の指揮した軍団に従属する第269歩兵師団がコミッサール指令に基づいてソビエト連邦の戦争捕虜の国際法に反する処刑（人質射撃）および強制労働のための強制送還したものであった。1951年2月3日の初めに釈放され、1962年死去。